# Paranerita phaeocrota
Paranerita phaeocrota är en fjärilsart som beskrevs av Paul Dognin 1911. Paranerita phaeocrota ingår i släktet Paranerita och familjen björnspinnare. Inga underarter finns listade i Catalogue of Life.